# جان جی ترامپ
جان جی ترامپ (به انگلیسی: John G. Trump)؛ (زاده ۲۱ اوت ۱۹۰۷ – درگذشته ۲۱ فوریه ۱۹۸۵) مهندس برق، مخترع و فیزیکدان آمریکایی بود. او دریافت کنندهٔ نشان ملی علوم از رونالد ریگان رئیس جمهور آمریکا، و عضو آکادمی ملی مهندسی بود. او استاد مؤسسه فناوری ماساچوست (ام آی تی) بود.
ترامپ به خاطر توسعهٔ پرتودرمانی مشهور است.
جان ترامپ برادر فرد ترامپ ساختمان ساز و عموی دونالد ترامپ تاجر و ۴۵مین رئیس جمهور آمریکا بود.